# Црква Светог Спиридона у Трсту
Црква Светог Спиридона је српска православна црква у самом центру Трста, на тргу Понте Росо. Она свједочи о историјском значају српске колоније у овом граду. Евидентирана је као културно добро од стране италијанске службе заштите.

## Историја цркве
Срби су почели да граде цркву 1751. године, заједно са Грцима. Посвећена је Светом Спиридону Чудотворцу. Како су на том простору некада биле солане, црква је још током градње почела да пуца, па јој се убрзо срушио и звоник. Захваљујући Јовану Милетићу (по коме је касније названа српска школа у Трсту), звоник је касније обновљен, а црква је и даље служила. Срби су ипак хтјели нови храм, па је 1858, расписан конкурс и усвојен је пројекат италијанског архитекте из Милана. Већ 1861, срушена је стара црква и започета градња нове, која је трајала до 1869. године. За подизање богомоље високе 40 метара је утрошено 500.000 форинти. Градитељ те велелепне цркве био је милански архитекта, Карло Мачијакини. Црква је зидана ломљеним каменом, а фасаде обложене клесаним блоковима од камена довоженог са Бриона и из Вероне. Унутрашњост храма је омалтерисана и осликана, а зидани иконостас је урађен у мозаику. Украшавање унутрашњости су извели Ђузепе Бертини и Антонио Кореоне, умјетници из Милана.
Манојло Грбић у првој књизи "Карловачког владичанства" детаљно описује тридесетчетворогодишњи сукоб Срба и Грка око првог храма св. Спиридона, којег су заједно изградили. Чим је изграђен Грци су наметали своју вољу на штету Срба и одбијали су сваку равноправност, коју су Срби тражили. Спор је решен тако да су Грци добили дозволу да си саграде нову цркву св. Николе, а Србима је сасвим припала ова црква. Најзаслужнији Србин за изградњу ове цркве био је имућни трговац и председник црквене општине, Ристо Шкуљевић, а један од заслужнијих Срба за изградњу старе цркве, био је и Јован Куртовић.

## Галерија
- Трансепт
- Архангел Михаило, мозаик.
- Детаљ мозаика.
- Карло Макиачини: Прочеље.
- Карло Макиачини: Један од четири звоника.
- Опус сектиле на фасади цркве.